# 대한민국 민법 제613조
대한민국 민법 제613조는 차용물의 반환시기에 대한 민법 채권법 조문이다.

## 조문
제613조(차용물의 반환시기) ① 차주는 약정시기에 차용물을 반환하여야 한다.
②시기의 약정이 없는 경우에는 차주는 계약 또는 목적물의 성질에 의한 사용, 수익이 종료한 때에 반환하여야 한다. 그러나 사용, 수익에 족한 기간이 경과한 때에는 대주는 언제든지 계약을 해지할 수 있다.

第613條(借用物의 返還時期) ① 借主는 約定時期에 借用物을 返還하여야 한다.
②時期의 約定이 없는 境遇에는 借主는 契約 또는 目的物의 性質에 依한 使用, 收益이 終了한 때에 返還하여야 한다. 그러나 使用, 收益에 足한 期間이 經過한 때에는 貸主는 언제든지 契約을 解止할 수 있다.

## 참고 문헌
- 오현수, 일본민법, 진원사, 2014. ISBN 978-89-6346-345-2
- 오세경, 대법전, 법전출판사, 2014 ISBN 978-89-262-1027-7
- 이준현, LOGOS 민법 조문판례집, 미래가치, 2015. ISBN 979-1-155-02086-9

## 같이 보기
- 사용대차